# Manolo Tena
José Manuel de Tena Tena, conocido como Manolo Tena (Benquerencia de la Serena, Badajoz; 21 de diciembre de 1951-Madrid; 4 de abril de 2016) fue un cantautor español. 
Formó parte de los grupos musicales Cucharada (1977-1981) y Alarma!!! (1983-1986). Fue uno de los artistas referentes del rock madrileño en los años 80. 
En 1988 empezó su carrera en solitario con Tan raro mientras continuó componiendo para artistas como Miguel Ríos, Ana Belén, Azúcar Moreno, Luz Casal, Rosario Flores, o Ricky Martin. Entre sus principales creaciones están Frío, Sangre española o Tocar Madera.
En 2015 reapareció con un nuevo álbum titulado Casualidades.

## Biografía
Hijo de emigrantes extremeños que llegaron a Madrid, vivió gran parte de su vida en el barrio de Lavapiés. Interesado por el rock and roll desde muy joven, a los 14 años ya tocaba los fines de semana con un bajo prestado en orquestas por Madrid y alrededores.
Dejó pronto los estudios y trabajó en numerosos oficios: botones, aprendiz de imprenta, camarero, dibujante y vendedor. Con su sueldo compró la primera guitarra. Más tarde ingresó en la universidad para estudiar filología inglesa, pero no terminó la carrera. Aprendió a tocar, de manera autodidacta, el bajo y algo de piano. Entre las impresiones que le marcan en su poética: el mar.
Entre sus primeras influencias en los años 70 estaba la ironía de Frank Zappa, las canciones de John Mayall y la estética de Lindsay Kemp. En sus entrevistas ha explicado que también era un ávido lector de poesía, con Rubén Darío y Antonio Machado entre sus autores predilectos.
«La verdad es que soy bastante autodidacta, aunque me fascinan, además de Lorca, Kavafís, Gil de Biedma y los poetas oscuros, como Rimbaud o Baudelaire. Ingresé en la Universidad después de los 25 años para estudiar Filología inglesa, pero no terminé porque solo me daban bibliografía. Aprendí inglés con un diccionario y el Sargent Peppers de los Beatles. Y aprendí guitarra fijándome en los acordes en los conciertos y ejercitándome en las posturas de las canciones de John Mayall», explica en una entrevista en 1994.
En sus comienzos empezó a actuar con el seudónimo de Lolilla Cardo, un personaje "izquierdista y chistoso", cantando temas sociales con sarcasmo. Entre sus primeras colaboraciones está la que hizo en 1975 con Luis Eduardo Aute en el disco Babel (Ariola Records).

### Con el grupo "Cucharada"
En 1977 nació el primer grupo que lideró: Cucharada, castellanización del nombre inicial de la banda, Spoonful, primera experiencia en España de fusión del rock and roll y teatro. Además de Tena (bajo y voz), formaban el grupo Antonio Molina (guitarra), José Manuel Díaz (batería, voz y guitarra) y Jesús Vidal (guitarra). En sus discos y directos colaboraron artistas como Hilario Camacho, Miguel Botafogo, Florencio Martín y Moncho Alpuente. 
Manolo Tena habla del grupo como una expresión de la protesta antifranquista unido a la experiencia del teatro transgresor:《Acabamos poniendo a un tío maniatado en el escenario, como si le hubiera dado una paliza la represión, y estábamos todo el rato diciéndole al público que lo soltara. Hasta que el público no aguantaba más y subían a desatarlo. También, parte del público era nuestro, entonces nos quitaban los instrumentos, se los dejábamos, y tocaban ellos》.
Musicalmente, se los emparentó con Led Zeppelin, con dejes underground y punk rock. Según la crítica musical, sus actuaciones derrochaban teatralidad, imaginería reivindicativa y divina improvisación, fusión rock y teatro, con guiños a Frank Zappa y a los movimientos mímicos de Lindsay Kemp, sumado a la influencia de grupos teatrales como Tábano y las Madres del Cordero, considerados de lo más impactante en Madrid en aquella época.
El 5 de junio de 1978, grabaron su primer sencillo "Social peligrosidad" (Chapa) canción de protesta contra la Ley de vagos y maleantes que se convirtió en su tema insignia. Pagaron su transgresión con la prohibición del tema en la radio española. También sucedió después con Quiero bailar el rock and roll y Esta noche, censurada porque se consideró apología de la marihuana.
Eran los tiempos de reunión en La Cochu (Laboratorio Colectivo Chueca), una asociación libertaria que aglutinaba diversos colectivos (musical, de cine, de teatro, gráfico, etc.) hilvanados por las ideas de la autogestión y la distribución alternativa en el marco de los personajes de la movida madrileña, que realizaba un fanzine, organizaba conciertos, hacía las veces de sello independiente, Incluso, pretendía ser una oficina de contratación de grupos. También participaron en el disco generacional "Rock del Manzanares: Viva el Rollo Vol. 2" (Chapa, 1978) una de las primeras referencias del inimitable sonido Chapa en el que Vicente Romero "Mariscal" apadrinó a cinco grupos del entonces llamado rock mesetario: Asfalto, Cucharada, Leño, Union Pacific y Araxes II.
En septiembre de 1978, participaron junto a Leño, Coz y Topo en el Rocktiembre 78, un festival de rock en Madrid organizado para recaudar fondos para el Sindicato de Músicos de Madrid.
En 1979, grabaron "El limpiabotas que quería ser torero" (Chapa), frenado por las dificultades de difusión radiofónica, de nuevo a causa del contenido de sus letras y la falta de promoción de su productora, centrada en otros grupos menos arriesgados.  Entre sus canciones "Canción para pedir limosna".  
En 1980 editaron su último sencillo: "Quiero bailar Rock & Roll" (Chapa).  
En julio de 1981, Cucharada fue el grupo telonero de Chuck Berry en Madrid. Manolo Tena fue el productor del disco del grupo Paraíso para Zafiro-Chapa aunque no aparece como tal en los créditos.
Tiempo después, el grupo Siniestro Total les rindió homenaje con la recuperación y reinterpretación de alguno de sus temas como "Compre, pase, no molesta" y "Quiero bailar rock and roll".

### Con el grupo "Alarma!!!"
En 1981, Tena impulsa un nuevo grupo, Alarma!!! marcado por el after-punk y el reggae en el que también participan otros dos miembros de Cucharada: José Manuel Díez a la batería y Jaime Asúa a la guitarra. Al principio, se hacen llamar FBI, pero después su mimetismo con The Police (donde les ubica la crítica especializada) los lleva a The Alarm que castellanizan como Alarma!!!
Empiezan a dar pequeños conciertos por Madrid, hasta debutar con Leño y ser contratados por el sello Mercury Records.
En 1984, editan su primer disco bajo el título homónimo de "Alarma!!!". Un año más tarde, en 1985, vuelven a los estudios de grabación con su segundo trabajo bajo el sello de PolyGram Ibérica, titulado “En el lado oscuro”. De este álbum saldrían los temas más recordados del grupo, sobre todo los que versionarían Ana Belén y Los Secretos, como Frío o Marilyn, aunque tampoco tuvo el éxito esperado. 《Demasiado heavies para los modernos y demasiado modernos para los heavies》, sentenció años más tarde el propio Tena.
Tras la salida del disco, se incorporaron a la gira de Miguel Ríos Rock en el Ruedo como teloneros e invitados de honor. En 1986 el grupo se separó definitivamente, Tena se marchó a México y decidió iniciar su etapa en solitario.

### Trabajos en solitario
En 1988, inició su carrera en solitario con "Tan raro" un disco de rock urbano grabado bajo el sello de Elígeme Records de Joaquín Sabina que tuvo poco éxito. Al tiempo escribía para otros músicos como Miguel Ríos, Ana Belén, Luz Casal, Los Secretos y Siniestro Total. Cambió su residencia a Miami.

#### Sangre española(1992)
Después de casi cuatro años, recibe una llamada del vicepresidente de Sony Music Entertainment, Tomás Muñoz, que le propone un contrato con esta compañía a través del sello Epic Music. De dicho contrato se derivó la grabación del disco "Sangre española" que aparecería en 1992 y que representó un antes y un después en su carrera artística, junto al músico productor Miguel Gandulfo, gran amigo y director de su banda, Llegó a vender más de ochocientos mil discos, éxito que le generó también algunos problemas con el fisco español, no porque no quisiera pagar sino porque no cobraba de la SGAE sus derechos de autor.
Paralelamente a su trabajo como cantante, Tena cultivó su faceta de escritor. En 1993 publicó con Ediciones Siruela "Canciones" una recopilación de los temas escritos durante su trayectoria como letrista Además de temas inéditos, incluyó en el libro textos interpretados por otros cantantes, como Rosario o Ana Belén, además de un artículo que escribió para el sindicato de artistas. El mismo año se hizo cargo de la banda sonora de la película ¿Por qué lo llaman amor cuando quieren decir sexo? (1993) dirigida por Manuel Gómez Pereira, un trabajo que en 1994 le valió la nominación para el Goya a la mejor música original .
En 1994 participó en el disco colectivo en apoyo a Amnistía Internacional para financiar la campaña "Vidas silenciadas", contra los homicidios políticos y las desapariciones forzosas, con la canción Siempre y nunca, incluida en el disco de homenaje a Antonio Vega. También escribió Romperá tu corazón, el tema central de la película Una chica entre un millón (1994) de Álvaro Sáenz de Heredia y participó en el espectáculo "Mucho más que dos", de Ana Belén y Víctor Manuel.
En 1995, vuelve al estudio y edita un nuevo disco bajo el título de "Las mentiras del viento" donde el artista considera que reunió sus《mejores versos, quizá por eso no vendí nada》. Lo contó en una entrevista en la que repasaba su trayectoria. En la misma entrevista, también señaló que su siguiente trabajo, grabado en 1997, "Juego para dos", con letras en las que deja a un lado las composiciones melancólicas y se centró en la vida y el amor, fue 《un capricho personal》.
En esta etapa, desde 1995 fue miembro de la Junta Directiva de la SGAE, candidatura que no renovó en 2001.
En 1996, colaboró en el disco "Desde que tú te has ido" en homenaje a la cantante Cecilia.
En 1998, su discográfica editó "Grandes éxitos y rarezas", un doble álbum con 31 temas seleccionados entre los mejores éxitos de la discografía del artista junto a algunos temas tocados de distinta forma. También colabora con sus letras La chica del perro con el grupo Gran Jefe, un conjunto de rock madrileño formado por músicos veteranos presentado en junio del '98. En el mismo año edita un disco sencillo dedicado a "García Lorca: Manolo Tena y Federico García Lorca: Poeta en Nueva York" con La aurora, el tema principal del sencillo y Son de negros en Cuba.
En 1999, publicó el libro de poemas "Ludopoesía"con la editorial Eride, inspirado en los arcanos mayores del tarot. También en el 99 se estrenó la película París-Tumbuctú dirigida Luis García Berlanga en la que Manolo Tena cantó su tema central A ninguna parte.

#### Insólito(2000)
En el año 2000, regresó a Madrid después de varios años viviendo en Miami y grabó "Insólito" –en España y Países Bajos– que apareció bajo el sello de Ventura Music, de la compañía Kripton Music y que publicó en internet. La ambientación del diseño estaba relacionada con la cinematografía, y algunos de los grandes mitos inspiraron al cantante y compositor. Tena se transformó, con trucos fotográficos, en actores como James Dean, Marlon Brando, Sean Connery, Humphrey Bogart, Robert de Niro y Dustin Hoffman, en El graduado. El amor y la amistad continuaron siendo temas centrales de sus composiciones. "Insólito" incluyó además los dos poemas de García Lorca a los que Tena puso música en 1998, La aurora y Son de negros en Cuba, además de A ninguna parte, recuperando el tema de la película de Berlanga.
El mismo año, participa con la canción Doñana en un disco colectivo con quince artistas, entre ellos Carlos Cano, Enrique Morente o Lucrecia: "Doñana, música del agua", que recoge canciones sobre Doñana y una serie de sonidos característicos de la reserva natural, grabados sobre el terreno, como la saca de las yeguas o el cantar de los ánsares.
En el año 2000, también colabora con Los Secretos interpretando Buena chica en el disco "A tu lado" (DRO), de homenaje a Enrique Urquijo, fallecido en noviembre de 1999
En 2002, compone la banda sonora de la película "Hasta aquí hemos llegado", de Yolanda García Serrano, ganadora de un Goya.

#### Básicamente(2003)
En 2003, graba su primer disco en directo bajo el título de "Básicamente". Eligió como escenario el patio del Conde-Duque de Madrid. En el disco repasó sus treinta años de carrera con los mejores temas desde que fundó Alarma!!!, e incluyó además algunas canciones inéditas. El disco fue editado por una nueva compañía de discos la Corporación Discográfica Iberoamericana (CDI), bajo el sello de Sun Records. En él colaboran músicos como Pablo Salinas a los teclados, Toni Vázquez a la batería, Yrvis Méndez al bajo, Ángel Venancio y Antonio Molina a las guitarras, además de los coros, instrumentos de viento y la percusión. En el concierto también colaboraron David Montes, Joaquín Lera, Álvaro Urquijo y su amigo, Jaime Asúa, excomponente de Alarma!!!.

#### Canciones nuevas(2008)
En 2008, vuelve al estudio de grabación y edita su siguiente disco "Canciones nuevas", producido por Juan Belmonte, en el que incorpora ritmos muy dispares, que van desde el reggae hasta el rhythm & blues, pasando por el acústico más sencillo de una nana. Entre los doce temas hay uno dedicado al 11-S y a su repercusión posterior. Este año, recibió un doble disco de diamantes y el premio de la SGAE en reconocimiento de su trayectoria como músico.

#### Casualidades(2015), el regreso
Desde el 2008 hasta 2012/2014, se abrió un periodo en el que Tena estuvo alejado de la actualidad musical a causa de problemas de adicción. Lo reconocerá públicamente en sus entrevistas entre 2014 y 2015 al presentar un nuevo trabajo: Casualidades. Esporádicamente participó en la gira Los 80 en concierto.
Entre 2012 y 2013, inicio de su nueva etapa, se realizó el programa semanal de radio "Una hora de libertad con Manolo Tena" en RadioMedia21.
También se implicó en un nuevo proyecto llamado La Removida con Fortu, de Obús, Javier Andreu de La Frontera y Sherpa de Barón Rojo, realizando varios conciertos homenaje al pop rock de los 80 y apoyando a jóvenes artistas como la canaria Andrea Báez en "Tras la piel" (2013).
En febrero de 2014, publicó "El concierto de Las Ventas", la grabación del mítico concierto que ofreció el 7 de septiembre de 1993 durante la gira de Sangre española en la plaza de toros de Las Ventas ante más de 10 000 personas, grabado para un programa de televisión y que se había extraviado. Sus teloneros fueron Los Rodríguez, un grupo hasta ese momento poco conocido.
En febrero de 2015, volvió a formar parte de la Junta Directiva de la SGAE, cargo que ya había ocupado en 1995.
En septiembre de 2015, después de ocho años de búsqueda, publicó el álbum, Casualidades –inicialmente debía llamarse La vida por delante– producido por su hermano, Rafa Tena. La vida por delante es el título de una de las canciones del álbum, que escribió en Cuba, en uno de los centros de rehabilitación por los que pasó.
El álbum estuvo precedido por dos sencillos: "Princesa azul" y "Opiniones de un payaso". Para la presentación del disco, ofreció diversas entrevista en las que se confesó "en proceso de recuperación". El álbum entró en las listas de ventas de iTunes y parece devolver a sus seguidores al mejor Manolo Tena. Supone también la vuelta a los escenarios de Tena, con conciertos en diferentes ciudades españolas, incluyendo un lleno en el Teatro Monumental de Madrid.
En noviembre de 2015, Televisión Española le dedicó uno de los programas de la serie Imprescindibles: "Manolo Tena: Un extraño en el paraíso".
En febrero de 2016, se estrenó el programa de televisión A mi manera en el que Tena junto a otros seis artistas españoles (Mikel Erentxun, Marta Sánchez, Antonio Carmona, Nacho García Vega, David DeMaría y Soledad Giménez) a modo de "reunión de viejos amigos" comparten recuerdos y versionan los grandes éxitos de cada uno de ellos conviviendo en una casa junto al mar. El programa, emitido por La Sexta, está basado en el formato internacional The best singers producido por Magnolia TV.
Su última entrevista la realizaba el 18 de marzo de 2016 en el programa Conecta2 que emiten las cadenas de radio Onda Fuerteventura y Eco Radio Canarias http://ondafuerteventura.es/la-ultima-entrevista-de-manolo-tena-en-la-radio/ Archivado el 4 de abril de 2016 en Wayback Machine.
Falleció de cáncer de hígado, el 4 de abril de 2016 en Madrid.

## Trayectoria como compositor
En paralelo a su carrera como cantante, ha desarrollado su faceta de compositor.
Tena explica que solo escribe para aquellos que conoce porque «le gusta hacer trajes a medida».  Ha compuesto canciones para artistas como Miguel Ríos, Ana Belén, Luz Casal, Azúcar Moreno , Los Secretos, Rosario Flores, Siniestro Total, Ricky Martin. Uno de sus mayores éxitos Sangre española (1992) la compuso para Rosario pero ella se la devolvió. Posteriormente intentó que la cantara Luz Casal, pero tampoco la quiso, según explica en una de sus entrevistas. Finalmente la interpretó él mismo. Desde entonces –cuenta– se queda para él todas las canciones que no le aceptan.

## Documental: Un extraño en el paraíso
En noviembre de 2015 Televisión Española estrenó el documental Manolo Tena: Un extraño en el paraíso en el programa cultural Imprescindibles dirigido por su hermano Rafa Tena, que repasa su trayectoria profesional y personal con momentos clave (positivos y no tan positivos) de su carrera artística... aciertos, errores y excesos de su carrera profesional -se anuncia en RTVE- con el soporte de los archivos de TVE y las reflexiones del propio Manolo Tena. En el documental intervienen muchos de sus amigos Ana Belén, Víctor Manuel, María Dolores Pradera, Pepe Navarro, Pancho Varona, Luz Casal, María Teresa Campos, Rosendo, Luis Eduardo Aute, Miguel Ríos...  .

## Vida personal
Su primera mujer fue Emilia Murillo Moreno con la que tuvo un hijo: Miguel Ángel de Tena, compositor y cantautor. Tuvo un segundo hijo fruto de una relación llamado Borja, también músico y compositor. Borja ha sido fundador, músico y compositor de bandas de culto underground (9-95 y Zoo) y actualmente está dedicado a la industria de los videojuegos.
Tras el éxito de Sangre española Manolo se trasladó a Miami donde en 1994 contrajo su segundo matrimonio con la actriz de origen cubano Marlene Alto. 
Su última pareja, Ana Valderas, es la madre de su hija pequeña, Manuela.
Uno de los aspectos que marcó su vida fue el consumo de drogas. Con 27 años ya había sufrido una crisis esquizofrénica por el consumo de marihuana, una droga a la que años después descubrió que era alérgico. Durante tres décadas fue ingresado en varios centros de rehabilitación, clínicas de desintoxicación y granjas de retiro. Tras años de lucha contra su adicción, en 2015 aseguró que estaba «en proceso de recuperación», refiriéndose a sí mismo como un «superviviente» que ha tocado la valla por él, y por todos los compañeros y amigos que siguieron un camino similar, pero con un destino fatal: Antonio Flores, Antonio Vega, y Enrique Urquijo.

## Discografía
- Tan raro (1988)
- Sangre española (1992)
- Las mentiras del viento (1995)
- Juego para dos (1997)
- García Lorca, poeta en Nueva York (1998)
- Insólito (2000)
- Básicamente (2003) - Vivo
- Canciones nuevas (2008)
- El concierto de Las Ventas (2014), grabación en vivo de 1993
- Casualidades (2015)

### Recopilatorio
- Grandes éxitos y rarezas (1998)

## Colaboraciones
- Actor en el capítulo "Jardines en el cielo" (1986) de la serie Turno de Oficio, de Antonio Mercero.[49]
- ¿Por qué lo llaman amor cuando quieren decir sexo? (1993) de Manuel Gómez Pereira Banda Sonora[50]
- En Una chica entre un millón (1994) tema central de la banda sonora "Romperá tu corazón"[21]
- Ruanda canción homenaje en apoyo a las víctimas del genocidio de Ruanda para Médicos del Mundo (1994)[51][52]
- En París-Tombuctú (1999) canta  "A ninguna parte" tema de central de la película de Luis García Berlanga.[53]
- Doñana canción en el álbum especial Doñana, música del agua que recoge canciones sobre Doñana
- En Hasta aquí hemos llegado (2002) banda sonora.

## Libros
- Canciones  (1993) Ediciones Siruela ISBN 9788478442027
- Ludopoesía (1999) Ediciones Érice ISBN 9788415510680

## Premios y reconocimientos
- 1993 Nominado al Goya a la mejor B.S.O. por ¿Por qué lo llaman amor cuando quieren decir sexo?
- 2001 Premio "Mejor Artista - Categoría Rock" en la 5.ª edición de los premios de la música.[54]
- 2003 Premio de la Orden de Saurí, máxima distinción del Gobierno de Panamá
- 2008 Doble disco diamantes
- 2015 Premio Latino de Oro al mejor compositor.[55]
- 2017 el Ayuntamiento de Madrid le dedica una placa en el barrio de Lavapiés[56]